# 双江街道 (云阳县)
双江街道，是中华人民共和国重庆市云阳县下辖的一个乡镇级行政单位。

## 行政区划
双江街道下辖以下地区：
杏家湾社区、黄金包社区、大雁社区、桂湾社区、梨园社区、稻场社区、外滩社区、蜀光社区、莲花池社区、石云村和东风村。